# Shuichan Lu
Shuichan Lu (chiń. 水产路站) – stacja początkowa metra w Szanghaju, na linii 3. Zlokalizowana jest pomiędzy stacjami Baoyang Lu oraz Songbin Lu. Została otwarta 18 grudnia 2006.